# Škotski kotao
Škotski kotao je vrsta parnog kotla ili generatora pare koji je do Drugog svjetskog rata bio najčešće ugrađivan brodski proizvođač pare. Tako je na primjer putnički brod RMS Titanic imao 29 škotskih kotlova, od toga 25 velikih i 5 manjih. Veliki škotski kotao na Titanicu imao je promjer 4,8 metra i duljinu 6,1 metar, dok je manji imao duljinu 3,6 metara; svi skupa su imali 159 ložišta i stvarali radni tlak od 14,8 bara. Škotski kotao je vrsta vatrocijevnog kotla.

## Povijest
Prvi škotski kotao datira još iz 1830., kada se koristio za parne lokomotive. U početku su se izrađivali sa zakovicama i uglavnom loženi ugljenom, dok se kasnije prešlo na zavarene konstrukcije i loženje tekućim gorivom. Primjena tekućih goriva omogućila je veće učinke i snagu škotskog kotla, povećanje stupnja iskorištenja ogrjevnih površina, a zavarena konstrukcija omogućila je da se smanji masa ugrađenog materijala, što je bilo vrlo značajno za primjenu na brodu. Zamjenom klasične skretne komore vodenim cijevima proizašli su moderniji generatori pare poznati kao "Howden – Johnson" i "Capus", kod kojih je znatno povećan jedinični učinak, pospješeno je kruženje vode (cirkulacija), smanjena masa, te poboljšani elastičnost konstrukcije i sigurnost u pogonu. Škotski kotao uglavnom se rabio za pogon parnih stapnih strojeva, dok se danas može pronaći kao pomoćni generator pare izvedbe "Steam-bloc" (ima slične konstruktivne dijelove kao škotski kotao: plamene cijevi ili plamenice, dimne cijevi i skretne komore).
Pojavom parne turbine, kao propulzijskog stroja, nastaje drugi korak u razvoju i gradnji brodskih generatora pare, čija konstrukcija sve više gubi oblik klasičnih škotskih kotlova, pa im je stoga primjereniji naziv generatori pare.

## Cilindrični generatori pare
Cilindrični generatori pare najstarije su konstrukcije parnih kotlova, a uglavnom su se koristili za brodske uvjete rada. Izvedbe su im bile uglavnom vatrocijevne ili kombinirane (vatrocijevne/vodocijevne). Osnovni im je nedostatak velik sadržaj vode, zbog čega su predstavljali znatnu opasnost od eksplozije, jer se naglo mogla osloboditi velika količina akumulirane topline. Osim toga, sporo su se dovodili pod radni tlak koji zbog konstrukcije nije mogao biti visok, obično je bio manji od 15 bara, a imali su i prilično loše kruženje vode. Konstrukcija im je masivna, kruta i glomazna. Ali prednost je bila da su manje bili osjetljivi na kakvoću vode, bili su jednostavni i elastični kod naglih promjena opterećenja. U početku su bili loženi kvalitetnim vrstama ugljena, a kasnije su izvedbe prilagođene korištenju tekućeg goriva. Temperature pregrijanja bile su u granicama od 250 do 300 °C (najviše 350 °C).